# 东北四省区合作行政首长联席会议
东北四省区合作行政首长联席会议是中国东北四省区（黑龙江省、吉林省、辽宁省、内蒙古自治区）为加强交流合作、共谋发展而成立的平台，也是中国政府振兴东北地区等老工业基地战略的重要载体。该会议主要研究协调跨省区重大基础设施项目、产业布局、生态建设、对外开放以及区域协调发展等问题，使得振兴东北战略的诸多政策得以具体落实。

## 成员名单
东北四省区合作行政首长联席会议制度设立时，有4个成员。即：
- 黑龙江省
- 吉林省
- 辽宁省
- 内蒙古自治区

## 历次东北四省区合作行政首长联席会议
东北四省区合作行政首长联席会议由东北四省区轮流承办。
| 次 | 年份 | 承办         | 会议主题                            | 举办地         |
| -- | ---- | ------------ | ----------------------------------- | -------------- |
| 1  | 2010 | 辽宁         |                                     | 沈阳市         |
| 2  | 2011 | 吉林         | 深化合作 务实推进 共同发展 全面振兴 | 长春市         |
| 3  | 2012 | 黑龙江       | 扩大对外开放，实现合作共赢          | 抚远县黑瞎子岛 |
| 4  | 2013 | 内蒙古自治区 |                                     |                |